# Juan Carlos Arce
Juan Carlos Arce Justiniano (Santa Cruz de la Sierra, 10 aprile 1985) è un calciatore boliviano, attaccante dell'Always Ready e della Nazionale boliviana.

## Carriera

### Club
Uscito giovanissimo dall'Academia Tahuici, e passato all'Oriente Petrolero, viene notato in Brasile, dove va in prestito prima alla Portuguesa e poi al Corinthians.

### Nazionale
Con la nazionale di calcio boliviana ha giocato 17 partite segnando 3 volte, partecipando appena diciannovenne alla Copa América 2004.
Viene convocato per la Copa América Centenario negli Stati Uniti.

## Palmarès

### Club

#### Competizioni nazionali
- Campionato boliviano: 2

Bolívar: 2012-2013, Apertura 2019